# Väne tingslag
Väne tingslag var mellan 1680 och 1895 ett tingslag i Älvsborgs län i Flundre, Väne och Bjärke domsaga (från 1849). Tingslaget omfattade Väne härad och hade sin tingsplats i Gästgiveriet i Gärdhems socken. 
Tingslaget bildades 1680 och uppgick 1 januari 1896 i Flundre, Väne och Bjärke tingslag.  